# Lismore Lighthouse
Das Lismore Lighthouse, deutsch Lismore-Leuchtturm, ist ein Leuchtturm auf der schottischen Insel Eilean Musdile. Die kleine, unbewohnte Insel liegt direkt südwestlich der namensgebenden Insel Lismore an der Aufspaltung des Firth of Lorne in den Loch Linnhe und den Mull-Sund. Die nächstgelegene Stadt ist das neun Kilometer südöstliche Oban. 1971 wurde der Leuchtturm in den schottischen Denkmallisten in der höchsten Kategorie A gelistet.

## Geschichte
1829 wurde der Bau drei neuer Leuchttürme beschlossen. Neben dem Lismore Lighthouse gehörten hierzu auch die Leuchttürme von Barra Head und Dunnet Head. Die Eilean Musdile wurde zu diesem Zwecke im Januar 1830 ihrem Besitzer Charles Campbell zum Preis von 500 £ abgekauft. Mit dem Bau wurde der schottische Architekt Robert Stevenson beauftragt, der nach erfolgter Planung das Gebäude im Jahre 1833 fertigstellte. Als durchführendes Bauunternehmen fungierte James Smith aus Inverness. Die Baukosten betrugen 4260 £.
Robert Selkirk, der bereits seit 1808 als Leuchtturmwärter tätig war, übernahm die erste Besetzung des Turms, der 1833 in Betrieb genommen wurde. Die Belegschaft bestand aus vier Personen, die abwechselnd jeweils sechs Wochen ihren Dienst verrichteten und dann zwei Wochen Urlaub bekamen. Ein Boot versorgte die Wärter mit Lebensmitteln. Mit Ausnahme von Lismore und Fidra waren im Jahre 1910 alle schottischen Leuchttürme von katoptischen auf dioptrische Systeme umgestellt worden. 1965 wurde das Lismore Lighthouse schließlich für etwa 10.000 £ modernisiert und automatisiert.

## Beschreibung
Der Leuchtturm steht auf einer fünf Meter hohen Erhebung, woraus sich mit der Turmhöhe von 26 m eine Gesamthöhe von 31 m über dem Meeresspiegel ergibt. Das Mauerwerk des runden Turms ist verputzt. Über die gesamte Höhe sind drei längliche Fenster verteilt. Die obere Plattform ist von einem Geländer aus verziertem, gusseisernen Gitter umgeben. Die Laterne besteht aus einem verglasten, gusseisernen Gitter. Es existieren zwei einstöckige, heute leerstehende Wohnhäuser für die Leuchtturmwärter, die mit Flachdächern abschließen.
Das Leuchtfeuer des Lismore-Leuchtturms ist bis in 31 km Entfernung als im 10-Sekunden-Takt aufleuchtendes weißes Licht sichtbar. Es überstreicht den Sektor von 237° bis 208°. Es dient somit dem Schiffsverkehr im Firth of Lorne und dem Loch Linnhe.